# Антон Штиль
Антон Штиль (? — пом. 4 листопада 1769) — львівський скульптор доби бароко. Учень і послідовник Івана Георгія Пінзеля.

## Життєпис
Челядниками скульптора були Іван Щуровський, Лазар Паславський та інші. 
Був одружений із Маріанною Волкович, дочкою львівського лавника Павла Волковича. Проживав у Львові на вулиці Галицькій, 14, від 1757 року — на Краківському передмісті Львова.
У 1761 році з фундушу кс. Францішека Келярського він і Пінзель отримали кошти за роботи при оформленні вівтарів у костелі в Монастириськах.

## Творчий доробок
- Роботи для монастиря домініканок у Львові (пізніше — греко-католицька церква Святого Духа) разом з Іваном Щуровським.
- Кілька скульптур Антона Штиля збереглись у костелі львівського монастиря кармелітів босих[3].
- Ймовірний автор іконостасу церкви святого Миколая у Золочеві.[4]
- На думку В. Вуйцика, близько 1760 року був автором рельєфних образів у костелі Внебозяття Пресвятої Діви Марії в Монастириськах (автор іконостасу[джерело?] Іоан Георгій Пінзель).[1] Т. Маньковський, натрапивши на архівні записи, приписував Штилю скульптури св. Анни та одного з пророків у бічному вівтарі костелу в Монастириськах. Також він вважав, що автором інших чотирьох скульптур був Пінзель. Збігн. Горнунг, не знаючи про знахідку, називав автором скульптур А. Осинського, якого вважав найкращим представником львівської школи. Після знахідки Маньковського З. Горнунґ своїх думок не поміняв: стверджував, що сума отриманих Пінзелем коштів була замалою за таку роботу. Ян К. Островський вважав: фігурне оформлення костелу в Монастириську вписується в контекст творчості Пінзеля, який до того ж проживав недалеко (в Бучачі), а твердження Горнунга про авторство Осинського є хибним, бо не підтверджене ні архівними матеріалами, ні даними порівняльного аналізу із задокументованими творами скульптора в Збаражі (костел бернардинців) і Лежайську.[5]

Ян Островський припускав, що він, правдоподібно, міг бути автором фігур головного вівтаря в церкві Покрови Пресвятої Богородиці в Бучачі, подібних до різьб з костелу кармелітів у Перемишлі.
Тадеуш Маньковський приписував йому різьби в головному вівтарі парафіяльного костелу Внебовзяття в Бучачі (Ян Островський вважав їх автором невідомого майстра, який тісно співпрацював з Пінзелем, якого він називав «приятель Пінзеля»).